# Людмилівка (станція)
Людмилівка — проміжна залізнична станція Знам'янської дирекції Одеської залізниці на лінії Помічна — Колосівка між станціями Олійникове (8 км) та Кавуни (20 км). Розташована у однойменному селищі Братського району Миколаївської області.

## Історія
Станція виникла у 1914 році під такою ж назвою, як і однойменне селище під час спорудження залізниці Одеса — Бахмач. 
1972 року електрифікована у складі дільниці Помічна — Колосівка.

## Пасажирське сполучення
На станції Людмилівка зупиняються приміські електропоїзди та нічний швидкий поїзд далекого слідування Одеса — Київ.
| Пасажирські поїзди | Пасажирські поїзди | Пасажирські поїзди                                                      |
| №                  | Маршрут сполучення | Курсування                                                              |
| ------------------ | ------------------ | ----------------------------------------------------------------------- |
| 147                | Київ — Одеса       | З червня по вересень — 3 рази на тиждень, з жовтня по травень — щоденно |
| 148                | Одеса — Київ       | З червня по вересень — 3 рази на тиждень, з жовтня по травень — щоденно |

| Приміські поїзди | Приміські поїзди                    | Приміські поїзди | Приміські поїзди |
| №                | Маршрут сполучення                  | Курсування       | Примітки         |
| ---------------- | ----------------------------------- | ---------------- | ---------------- |
| 6411             | Помічна — Одеса-Головна             | Щоденно          |                  |
| 6413             | Помічна — Одеса-Головна             | Щоденно          |                  |
| 6162             | Людмилівка — Помічна                | Щоденно          |                  |
| 6332             | Колосівка — Знам'янка               | Щоденно          |                  |
| 6331/6231        | Олександрія — Помічна — Вознесенськ | Щоденно          | Узгоджені поїзди |
| 6232/6334        | Вознесенськ — Помічна — Олександрія | Щоденно          | Узгоджені поїзди |
| 6412             | Одеса — Помічна                     | Щоденно          |                  |
| 6333             | Знам'янка — Одеса                   | Щоденно          |                  |
| 6414             | Одеса — Помічна                     | Щоденно          |                  |
| 6161             | Помічна — Людмилівка                | Щоденно          |                  |